# Hylonomus
Hylonomus és un gènere de rèptil extint de la família dels protorotiridíds. Se n'han trobat restes fòssils al Canadà i és l'amniota vertader més antic conegut.
Hylonomus mesurava tot just 20 centímetres de longitud (incloent la cua) i probablement la seva aparença seria molt similar a la dels llangardaixos moderns. Tenia dents petites i afilades i probablement menjava petits invertebrats com els milpeus o els insectes primitivos.4
Els fòssils d'Hylonomus han estat trobats en les restes de soques de licopodios fossilitzats en els penya-segats fossilífers de Joggins, Nova Escòcia, Canadà. Es pensa que, després de suportar fortes pluges, aquests licopodios es trencaven, i els seus troncs es podrien i foradaven per dins. Els animals petits com Hylonomus, que buscaven refugi entraven en aquests i quedaven atrapats, morint de fam. Fòssils del sinàpsids primitiu Archaeothyris i el diápsido basal Petrolacosaurus també han estat trobats en la mateixa regió de Nova Escòcia, tot i que d'estrats superiors, datats en aproximadament 6 milions d'anys després de l'època de Hylonomus.3
Petjades fossilitzats (icnites) trobades a Nou Brunswick han estat atribuïdes a Hylonomus, les quals tenen una edat estimada de 315 milions d'anys.